# Tahlia Street

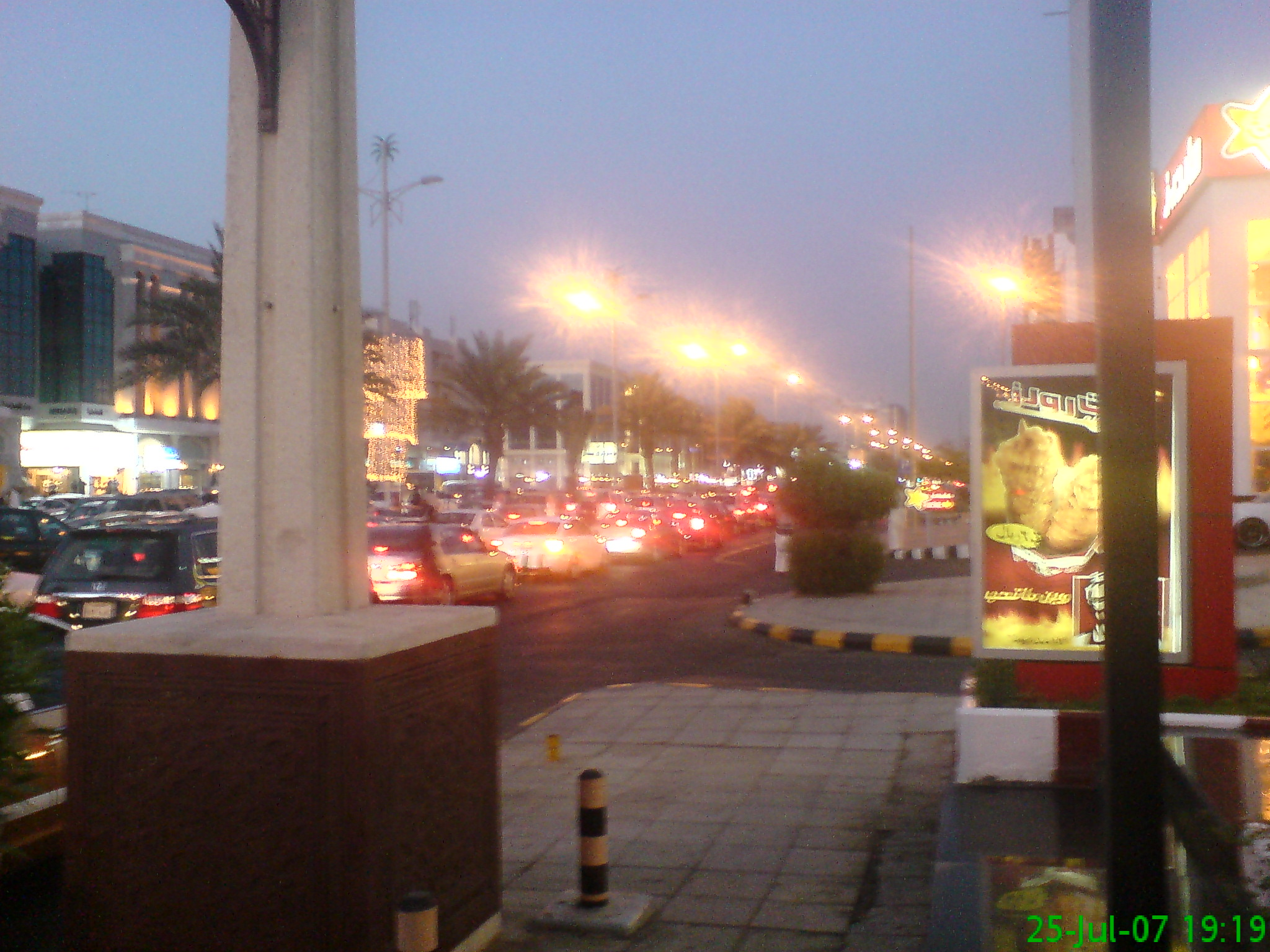
Tahlia Street

Tahlia Street (in arabo شارع التحلية‎?, shāriʿ al-Taḥliyya), chiamata anche Prince Mohammed bin Abdulaziz St., è un'importante strada della moda e del lusso nel centro di Gedda in Arabia Saudita.
Vi trovano sede numerosi e lussuosi centri commerciali e boutique, con marchi come Prada, Gucci e Giorgio Armani.
Come gli Champs-Élysées per Parigi, Tahlia Street è ritenuta il cuore di Gedda e tra i luoghi dell'Arabia Saudita in cui si ostenta maggior benessere.